# Sarıyer Spor Kulübü
Sarıyer Spor Kulübü (in Italiano: Club Sportivo Sarıyer) è una società polisportiva turca con sede nell'omonimo comune Sarıyer di Istanbul. Il Sarıyer gioca nella TFF 2. Lig, la terza serie del campionato turco, ha vinto anche Coppa dei Balcani per club nella stagione 1991-92.

## Statistiche
- Süper Lig: 1982–94, 1996–97
- TFF 1. Lig: 1963–69, 1971–82, 1994–96, 1997–01, 2004–05
- TFF 2. Lig: 1969–71, 2001–04, 2005–

## Palmarès

### Competizioni nazionali
- TFF 2. Lig: 1

2003-2004 (gruppo B)
- TFF 3. Lig: 1

1970-1971

### Competizioni internazionali
- Coppa dei Balcani per club: 1

1991-1992